# اوسبیو بلاسکو
اوسبیو بلاسکو سولر (به اسپانیایی: Eusebio Blasco Soler) روزنامه‌نگار، نمایش‌نامه‌نویس و شاعر اسپانیایی در فاصله سال‌های ۱۸۴۴ تا ۱۹۰۳ می‌زیست. بسیاری از داستان‌های او سرگرم‌کننده است؛ اما بعضی از آثار او از چنان تلخی گزنده یی برخوردار است که در پایان آدمی را به تفکر وامی‌دارد. داستان کوتاه روستایی ساده دل این نویسنده حتی در اسپانیای امروز نیز بسیار معروف است.